# Syntezator ANS

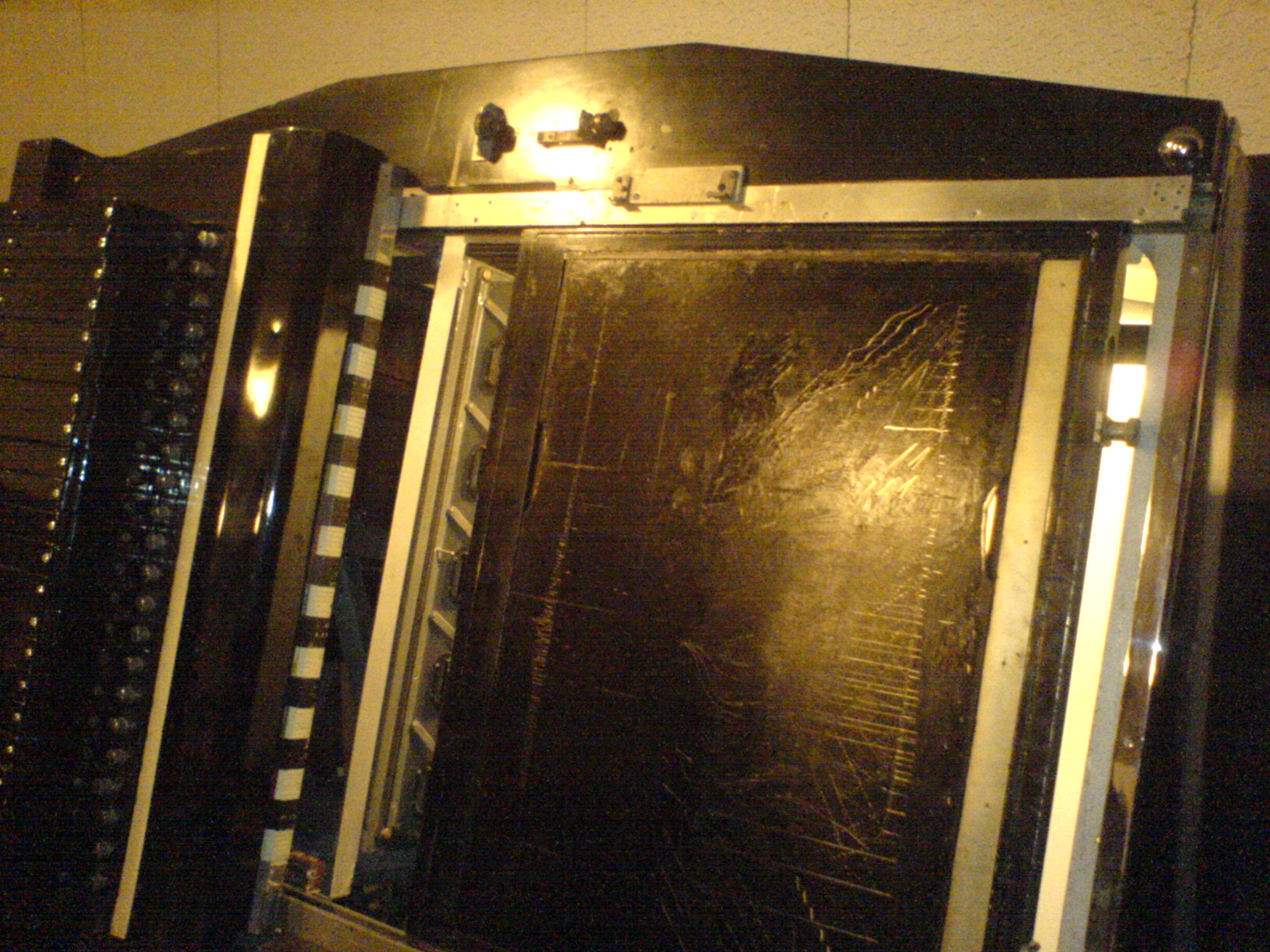
ANS w Moskwie, luty 2006

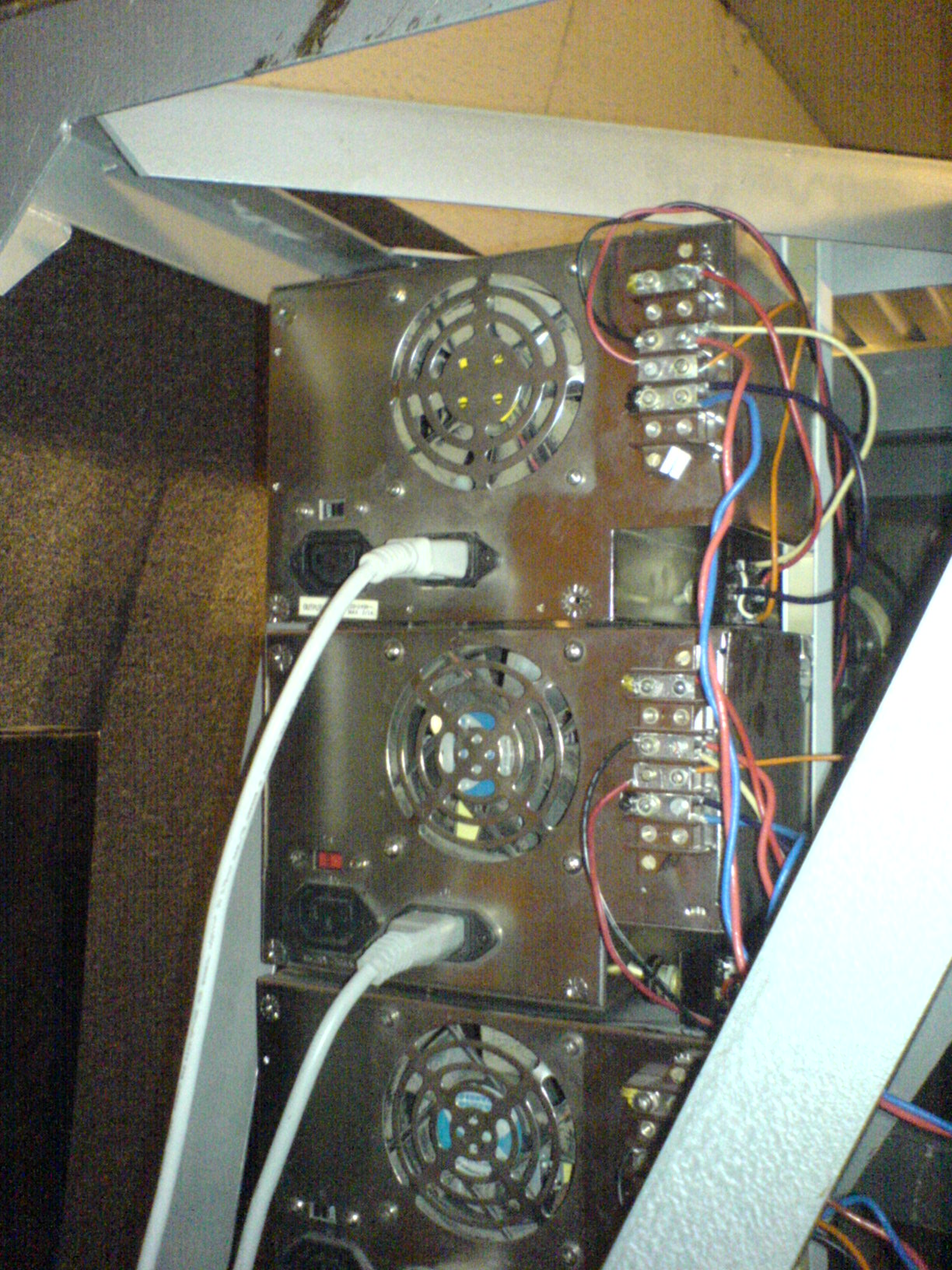

Syntezator ANS – muzyczny instrument fotoelektroniczny, stworzony przez rosyjskiego inżyniera Jewgienija Murzina między 1937 a 1957 rokiem. Wynalazek Murzina opiera się na metodzie nagrywania fotooptycznego dźwięku, rozwiniętej i stosowanej w rosyjskiej kinematografii, umożliwiającej stworzenie dźwięku na podstawie graficznego obrazu fali dźwiękowej.
W syntezatorze ANS sinusoidy są generowane i drukowane na pięciu szklanych dyskach, przy użyciu technologii opracowanej przez Murzina. Każdy dysk ma nadrukowanych 144 osobnych ścieżek, co daje łącznie skalę 720 mikrotonów. Są one uszeregowane pionowo od najniższych częstotliwości (na dole) do najwyższych (na górze). Wygenerowane fale są następnie kierowane na tylną część syntezatora, składającą się ze szklanej, nieprzejrzystej (czarnej) płytki. Płytka ta pokryta jest czarnym werniksem mastyksowym. Użytkownik syntezatora może rysować na jej powierzchni, zdrapując czarną powłokę i pozwalając falom o określonej długości, odpowiadającej pewnym mikrotonom, na przejście przez płytkę. Po przeciwnej stronie do niej znajduje się pionowo ustawiony panel fotokomórek, połączonych ze wzmacniaczami.
Kolejnym etapem jest skanowanie płytki – syntezator „odczytuje” narysowany dźwięk. Może to być wykonane ręcznie lub półautomatycznie, przy użyciu napędu zwalnianego pedałem (proces porównywany do obsługi tokarki). ANS jest całkowicie polifoniczny i generuje nawet 720 dostępnych tonów równocześnie, jeśli jest to wymagane.
ANS został nazwany tak w hołdzie dla Aleksandra Nikołajewicza Skriabina. Używali go m.in. Stanisław Kreichi, Alfred Schnittke, Edison Denisow, Sofija Gubajdulina i inni radzieccy kompozytorzy. Edward Artemiew dużą część muzyki do filmów Tarkowskiego stworzył właśnie przy użyciu ANS.
Na świecie istnieje tylko jeden taki instrument, znajduje się w moskiewskim Centrum Teremina.